# Josip Đerđa
Josip Djerdja (en croate : Josip Đerđa), également connu sous le nom de « Josip Giuseppe Pino Djerdja », né le 24 novembre 1937 à Zadar en Yougoslavie, est un ancien joueur et entraîneur de basket-ball croate.

## Biographie
Josip Djerdja est issu d’une famille d’origine albanaise vivant dans un des quartiers de la communauté arbëresh de Zadar en Croatie.

## Palmarès
- Joueur
  -  Médaille d'argent au championnat du monde 1963
  -  Médaille d'argent au championnat du monde 1967
  -  Médaille d'argent au championnat d'Europe 1965

- Entraîneur
  -  Médaille de bronze au championnat du monde 1994